# Marzy
 Marzy  es una población y comuna francesa, situada en la región de Borgoña, departamento de Nièvre, en el distrito de Nevers y cantón de Nevers-Sud.

## Demografía
| 1351 | 1381 | 2199 | 2621 | 3032 | 3051 |
| Para los censos de 1962 a 1999 la población legal corresponde a la población sin duplicidades (Fuente: INSEE [Consultar]) |      |      |      |      |      |